# ソリッドフォース
ソリッドフォース(SOLID FORCE)は、1995年3月17日にNECホームエレクトロニクスから発売されたPCエンジンSUPER CD-ROM2用戦略シミュレーションゲーム。開発は工画堂スタジオ。

## ストーリー
主人公（ショウ）は特殊工作部隊マーズの隊員で、国家機関などで機密になっている依頼をこなしていく。

## ゲームの特徴
ミッションには戦略的な要素に加え、パズル的な要素がふんだんに盛り込まれている。

## 登場人物
- ショウ・マサキ （声：二又一成）

本編の主人公。特殊工作部隊マーズの隊員
- エリシア・カーラント （声：久川綾）
- サラ・メディシナ （声：田中敦子）
- ユンゲル・フロイント （声：大友龍三郎）
- リー・フェイ （声：千葉繁）
- シンイチ・ニラサキ （声：千葉繁）
- スコット・ダニエルソン （声：中村秀利）